# NK Kalinovac
NK Kalinovac je nogometni klub iz Kalinovca.
Trenutačno se natječe u 1. ŽNL Koprivničko-križevačkoj.

## Uspjesi
- Županijski kup – 2004./2005., doprvak (finale protiv NK Koprivnice)
- 4. HNL – 2008./09., prvo mjesto
- 4. HNL – 2014./15., prvo mjesto